# ديفيد ريتشموند
ديفيد ريتشموند (بالإنجليزية: David Richmond)‏ هو لاعب كرة قدم أمريكية أمريكي، ولد في 1 أبريل 1987 في سان دييغو في الولايات المتحدة.